# Regulierenpers
De Regulierenpers was een Nederlandse private press (of handdrukpers) die heeft bestaan van 1984 tot 1996. 

## Geschiedenis
De Regulierenpers werd opgericht door de voormalige eigenaar-directeur Ben Hosman (1940-2019) van de Nederlandse uitgeverij Athenaeum - Polak & Van Gennep. Volgens Mario Molegraaf zou de pers zijn naam ontlenen aan het toenmalige woonadres van Hosman, de Reguliersgracht 50 te Amsterdam. Daarnaast meldde de drukker dat de naam van de pers refereerde aan "Regulier = iemand de regel voorschrijven ‘ieder sijn regulier’. Hoe het eigenlijk goed moet, dat drukken dus".
Tussen 1984 en 1996 verschenen 54 publicaties, met in dat laatste jaar als laatste druksel van de handdrukpers Afscheid van een pers. Nadat de handdrukpers was overgegaan in de handen van Jan Erik Bouman (1947-2010) die toen ging drukken onder de naam Hugin & Munin, gaf Hosman vervolgens elektronisch teksten uit, onder het imprint Regulierenpers, uitgeverij. Met de pers Sub Signo Libelli van Gerrit Kleis en de Statenhofpers van Jaap Schipper behoort de Regulierenpers tot de belangrijkste handdrukpersen in Nederland van na de Tweede Wereldoorlog.
In 1988 was de pers te zien bij het drukken van de gedichten Over de eerbied en Langzaam opent zich het inzicht van Ida Gerhardt. Dit wordingsproces werd getoond in de televisiedocumentaire De wording, een cadeau aangeboden aan Beatrix der Nederlanden voor haar 50e verjaardag. De uitgave De wording verscheen in een oplage van slechts 20 exemplaren.

## Belangrijkste uitgaven
De ongetwijfeld belangrijkste uitgave van de pers is het gedicht Cheops van J.H. Leopold in Engelse vertaling, waaraan 40 jaar is gewerkt door de dichteres Christine D'haen, later in samenwerking met Paul Claes. De uitgave verscheen in 1985 in een oplage van 75 exemplaren, waarvan 15 op japans papier.
De omvangrijkste uitgave (286 pagina's) is Brieven aan Céleste van Ida Gerhardt en Marie van der Zeyde, verschenen in 2001 onder het imprint Regulierenpers, uitgeverij in een oplage van 25 exemplaren (2002²).

### Enkele uitgaven
- Martin Veltman, Zes villanellen. 1984.
- Martin Veltman, Tien quintijnen. 1984.
- J.H. Leopold, Cheops. 1985.
- James Purdy, My greatest pain. 1986.
- Ida Gerhardt, De wording. 1988.
- Paul Claes, Metamorphoses. Carmina poetarum recentiorum in Latinum vertit. 1991 en 1999².